# Ochthebius viridis
Ochthebius viridis är en skalbaggsart som beskrevs av Peyron 1858. Ochthebius viridis ingår i släktet Ochthebius och familjen vattenbrynsbaggar. Enligt den svenska rödlistan är arten sårbar i Sverige. Arten förekommer i Götaland och Öland. Artens livsmiljö är havsstränder, sjöar och vattendrag.

## Underarter
Arten delas in i följande underarter:
- O. v. fallaciosus
- O. v. viridis